# Maximilien d'Autriche (1830-1839)
Maximilien-Charles (1830-1839), est le dernier enfant et sixième fils de l'archiduc Rainier, et de son épouse Élisabeth de Savoie-Carignan. Maximilien est un prince Autrichien, mort en bas âge.

## Biographie

### Naissance et baptême
Maximilien naît le 16 janvier 1830 et est le dernier enfant et sixième fils de l'archiduc Rainier et de son épouse Élisabeth de Savoie-Carignan. Son père étant vice-roi de Lombardie dès 1818, la famille part s'installer à Milan, où naît Maximilien, au Palais Royal. Il est baptisé le 24 janvier 1830, dans ce même palais. son parais est Charles-Louis d'Autriche-Teschen.

### Décès
Maximilien meurt le 16 mars 1839,. À sa mort, son père ordonne la création d'une chapelle  dans l'église San Fedele de Milan, pour lui servir de tombeau, le fils aîné des enfants de Ferdinand d'Autriche-Este, Joseph-François (né et mort en 1772), y est également enterré.

## Titulature
- 16 janvier 1830- 16 mars 1839 : Son Altesse Impériale et Royal l'archiduc  Maximilien Charles d'Autriche, prince royal de Hongrie et de Bohême.[1]